# Грушихин, Владимир Юрьевич
Влади́мир Ю́рьевич Груши́хин (род. 11 июня 1971, Москва) — российский гребец-байдарочник, выступал за сборную России в первой половине 2000-х годов (в конце 1990-х годов в течение некоторого времени также представлял Армению). Участник двух летних Олимпийских игр, бронзовый призёр чемпионатов Европы и мира, многократный победитель этапов Кубка мира и национальных первенств. На соревнованиях представлял спортивное общество «Динамо», мастер спорта международного класса. Кроме того, известен как тренер и спортивный функционер.

## Биография
Владимир Грушихин родился 11 июня 1971 года в Москве. Активно заниматься греблей на байдарке начал в раннем детстве, проходил подготовку в московском среднем специальном училище олимпийского резерва № 2, которое окончил в 1989 году. Тренировался под руководством таких специалистов как Н. А. Посадский и В. В. Песков, состоял в московской городской организации «Динамо».
В 2000 году представлял Армению на летних Олимпийских играх в Сиднее, однако большого успеха здесь не добился, в зачёте одноместных байдарок на тысяче метров сумел дойти только до полуфинала, тогда как на пятистах в полуфинале был дисквалифицирован.
Впоследствии выступал за Россию, в 2001 году впервые стал чемпионом России по гребле, одержав победу в гонке одиночек на дистанции 200 метров. Год спустя в паре с Анатолием Тищенко взял сразу два золота всероссийского первенства, одолел всех соперников в заездах на 500 и 1000 метров. Ещё через год совместно с Анатолием Тищенко, Александром Иваником и Олегом Горобием первенствовал на тех дистанциях в программе четырёхместных экипажей. В таком составе они побывали на чемпионате мира в американском городе Гейнсвилле, откуда привезли медали бронзового достоинства, выигранные в четвёрках на пятистах метрах.
В сезоне 2004 года Грушихин и Тищенко вновь стали чемпионами России на пятистах и тысяче метров, после чего завоевали бронзовую медаль на чемпионате Европы в польской Познани, в двойках на пятистах метрах. Благодаря череде удачных выступлений они удостоились права защищать честь страны на Олимпийских играх в Афинах — в километровой дисциплине дошли до стадии полуфиналов, в полукилометровой сумели пробиться в финал, однако в решающем заезде финишировали последними, девятыми. Вскоре после этих олимпийских соревнований Владимир Грушихин покинул основной состав российской национальной сборной и принял решение завершить карьеру профессионального спортсмена. За выдающиеся спортивные достижения удостоен почётного звания «Мастер спорта России международного класса».
В настоящее время является руководителем и старшим тренером отделения гребли на байдарках и каноэ детско-юношеской спортивной школе № 26 в Москве.